# Robert Walpole

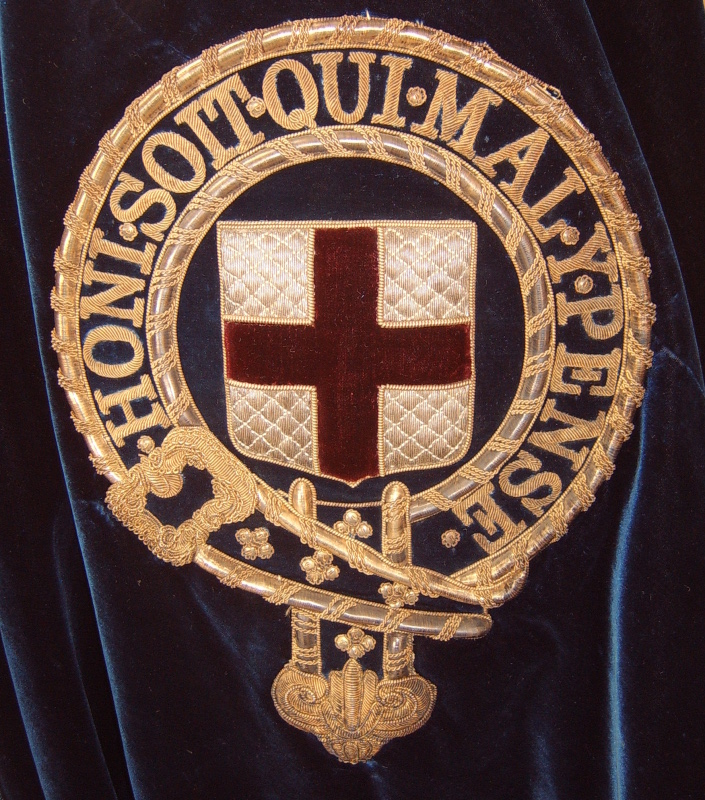
Insignia de la Orden de la Jarretera

Robert Walpole, 1.° conde de Orford (Houghton, Norfolk, 1676 - Londres, 1745), conocido entre 1725 y 1742 como Sir Robert Walpole, fue un destacado político inglés, considerado de facto como la primera persona en ocupar el cargo de primer ministro del Reino Unido de Gran Bretaña. Ocupó el poder durante casi 21 años, desde 1721 hasta 1742. Es recordado también por la valiosísima colección de cuadros que reunió, cuyo núcleo más selecto se conserva ahora en el Museo del Hermitage en San Petersburgo.

## Biografía
Robert Walpole nació en 1676 en el seno de su familia noble en Houghton Hall, cerca de King's Lynn en el condado de Norfolk en Inglaterra. Hijo del coronel Robert Walpole (1650 - 1700), diputado por la circunscripción del Castle Rising en los Comunes, y de su esposa Mary de soltera Burwell, era el tercero de diecisiete hijos, ocho de los cuales murieron durante la infancia.
Educado primero en el colegio Eton y luego en Cambridge, abandonó en 1698 sus estudios a raíz de la muerte de su hermano mayor, con la intención de ayudar a su padre en la administración de las propiedades familiares. Hasta el momento, y como hijo segundón, había estado destinado a ser clérigo, pero su situación cambió al convertirse en el heredero de su padre. A partir de ese momento, y espoleado por su padre, comenzaría a interesarse por la política, en la que estaba destinado a suceder a su padre como diputado en su circunscripción.

### Carrera política
La carrera política de Walpole comenzó en 1701, cuando ganó las elecciones parlamentarias, sucediendo en su escaño a su propio padre, que había muerto tres meses antes. Pronto demostró una gran ambición : en 1702 dejó su escaño por Castle Rising y se presentó y ganó las elecciones parlamentarias por King's Lynn, una localidad de bastante más importancia que había de proporcionarle mayor influencia en el parlamento británico.
Al igual que su padre, Walpole fue desde el principio un celoso miembro del partido Whig, que en aquel entonces, y gracias a los éxitos de la revolución Gloriosa, dominaba la política británica en oposición al más conservador partido Tory. Habiéndose labrado una exitosa carrera en Londres, en 1705 Walpole fue nombrado miembro del consejo del Almirantazgo, cuerpo encargado de administrar la marina inglesa. Ese nombramiento lanzó su carrera, pues sus habilidades como administrador y organizador pronto fueron percibidas, y en 1708 Lord Godolphin, por aquel entonces el líder informal del gobierno de la reina Ana, lo nombró secretario de Estado de Guerra. Desde este puesto sirvió como asesor y consejero del duque de Marlborough, comandante en jefe de las fuerzas británicas en la guerra de Sucesión Española que venía desarrollándose desde 1700. Su cercanía a Marlborough, figura dominante en el panorama político inglés debido a la íntima amistad de la esposa de este con la reina Ana, pronto convertiría a Walpole en uno de los principales miembros del gabinete británico.
En 1710, Lord Godolphin y buena parte del partido Whig presionaron a la justicia británica para que el sacerdote protestante Henry Sacheverell, que predicaba sermones marcadamente contrarios al partido Whig, fuera detenido y juzgado. El juicio fue tremendamente impopular, causando incluso una revuelta popular, y acabó arrojando del poder al partido Whig y a Marlborough en las elecciones de 1710. El nuevo gobierno, liderado por el Tory Robert Harley, I Conde de Oxford y Conde Mortimer en 1711, cesó a Walpole, a quien sin embargo se le permitió seguir hasta 1711 como tesorero de la Marina, cargo que ocupaba de manera informal desde 1708. De hecho, el Speaker Harley intentó ganarse para sí a Walpole, invitándolo a entrar en el partido Tory, algo que Walpole rechazó de manera muy vehemente, al convertirse en la bestia negra del partido Tory en los Comunes.
Los Tories no tardaron en vengarse, promoviendo en 1712 la reprobación formal de Walpole como parlamentario, alegando supuestos cargos de corrupción. La maniobra tuvo éxito, porque Walpole fue expulsado de su escaño en la Cámara de los Comunes y juzgado por la Cámara de los Lores, que, formada en su mayor parte por Tories afines al gobierno, lo condenó a seis meses de prisión en la torre de Londres. Visto como una víctima política en un juicio injusto, Walpole sería reelegido como diputado por la circunscripción de King's Lynn en 1713. A consecuencia de dicho el asunto, Walpole desarrollaría una profunda animadversión hacia Lord Bolingbroke y el propio Conde de Oxford y Conde Mortimer, artífices de su condena.
En 1714 murió la reina Ana, y fue sucedida por un primo lejano suyo Jorge I, príncipe elector de Hannover. Jorge I desconfiaba de los Tories, en quienes veía unos opositores a su propio derecho al trono (tradicionalmente, los Tories se habían enmarcado a favor de la causa de la casa Estuardo). Al llegar al trono, cesó al gobierno Tory y se decantó de manera bastante explícita por un gobierno Whig, habiendo sido éstos los que habían promovido su causa al trono. Así, en 1714 Robert Walpole, como miembro prominente del partido Whig, fue nombrado Consejero Privado del Rey y Pensionario del Ejército, cargo desde el que se administraba las finanzas del ejército inglés. Igualmente, fue nombrado miembro de un comité secreto que investigó los actos del gabinete Tory anterior, un acto de venganza política desde el que Walpole ejerció la suya propia al lograr que Robert Harley MP fuera expulsado de la Cámara de los Comunes, y que Lord Bolingbroke fuera reprobado de los Lores.
Lord Halifax, que había actuado como líder del gabinete, murió en 1715, y Walpole, reconocido como el principal miembro del partido Whig, fue ascendido a los cargos fundamentales de primer Lord del Tesoro y canciller de Hacienda. Desde estos cargos promovió una serie de reformas mercantilistas, como la creación de un fondo de garantía con el objeto de reducir la deuda pública. Sin embargo, el nuevo gabinete caería pronto debido a las fricciones internas entre su líder, Lord Townsend, apoyado por Walpole, y otros de sus miembros, principalmente el diputado James Stanhope y Lord Sunderland. Mientras Walpole y Townsend veían como el Rey anteponía los intereses de la casa de Hannover a los de Inglaterra, Stanhope y Sunderland eran firmes partidarios de la política pro-hannoveriana. Stanhope y Sunderland supieron ganarse el favor del Rey al promover el por entonces prometedor negocio de la Compañía de los Mares del Sur. Lord Townsend cayó en desgracia, y Walpole, debilitado por ello, dimitió en abril de 1717.
Al tiempo, por motivos igualmente políticos, el propio rey había tenido severas diferencias con su hijo Federico, príncipe de Gales, y este comenzó a agrupar a una camarilla de políticos Whig contrarios a la política del gabinete Stanhope, entre los que se encontraba Walpole, quien trabaría amistad con el futuro Jorge II. Sin embargo, el descontento popular con la política hannoveriana del gobierno hizo que, ante la posibilidad de perder las elecciones, Stanhope y Sunderland tuvieran que reconciliarse con sus opositores Whig, y nombraron a Walpole presidente del Consejo Real, cargo que supuso su vuelta de nuevo al gobierno, en contra de los deseos del príncipe de Gales, que aún desdeñaba al gabinete de su padre.

### Ascenso al poder

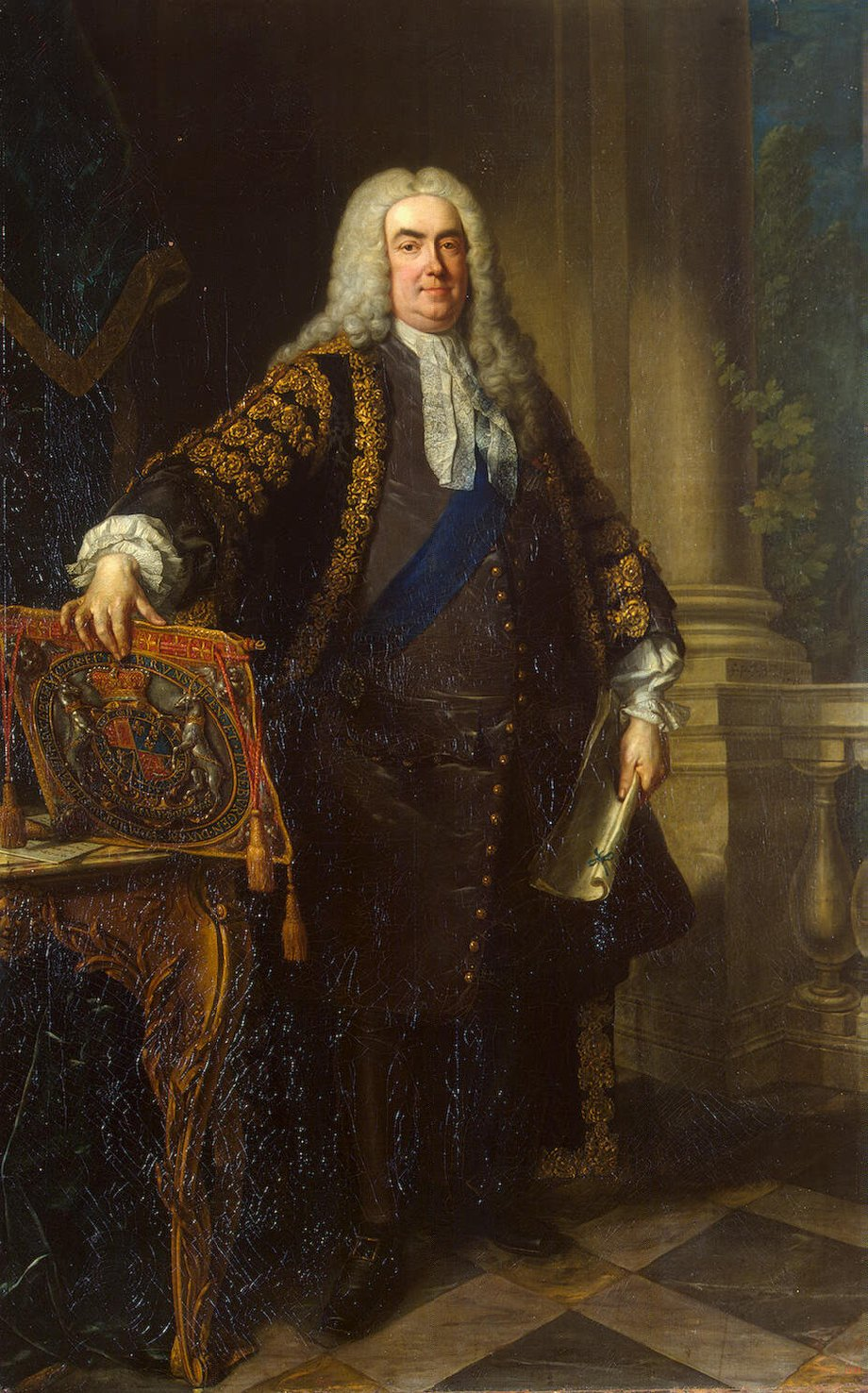
Sir Robert Walpole KG

Poco después de volver al gobierno, el reino de Gran Bretaña se vio sacudido por una profunda crisis económica surgida a raíz de la quiebra de la Banca Law (1720) en Francia y del estallido de la burbuja de los Mares del Sur en la propia Inglaterra.
La Compañía de los Mares del Sur había sido fundada por Lord Oxford y el partido Tory como instrumento político bajo su control con el que poder ejercer un firme control económico sobre las finanzas públicas inglesas. Por aquel entonces, el banco de Inglaterra, fundado en 1694, estaba bajo control Whig, y ante el ascenso de los Tories de Harley al poder se había opuesto a financiar cualquier medida monetaria expansiva destinada a financiar las actividades del gobierno Tory. En respuesta, Robert Harley y los Tories crearon la Compañía de los Mares del Sur. En principio, la Compañía tenía por objeto gestionar el asiento comercial que la Gran Bretaña había ganado de España a raíz de la paz de Utrecht, en virtud del cual Gran Bretaña había adquirido ciertos derechos comerciales con las colonias españolas en América del Sur. En realidad, la Compañía tenía por objeto la gestión de la deuda pública británica. 
Ante los inmejorables tipos de interés que empezó a ofrecer para colocar la deuda pública británica, y debido a las excelentes y exageradas perspectivas del recientemente abierto comercio con las colonias españolas, las acciones de la Compañía sufrieron una espiral especulativa que se vio inicialmente truncada cuando, en 1718, Felipe V revisó los privilegios comerciales de Inglaterra en las colonias españolas, limitándolos grandemente. Aun así, la gestión de la deuda pública permitió a la Compañía mantenerse a flote, y continuar con éxito sus actividades. 
En 1714 la Compañía quedó en manos del gobierno Whig del que Walpole formaba parte, y fue afianzada por Stanhope y Sunderland como un instrumento de gestión de la deuda pública. La paz de Utrecht había reducido el gasto público considerablemente, con lo que las finanzas públicas inglesas estaban lo suficientemente fortalecidas como para hacer la inversión en deuda de la Compañía lo suficientemente atractiva. A raíz de las exageradas proyecciones de beneficios, la desinformación y prácticas empresariales rayando la estafa, muchos pequeños inversores comenzaron a colocar sus activos líquidos en deuda de la Compañía, y el valor de los bonos y acciones de la misma se disparó: de 180 libras por acción en enero de 1720 se pasó a 1000 libras por acción en agosto de 1720. Sin embargo, los desequilibrios entre el valor nominal y el cotizado de los bonos era inmenso, y, espoleado por las noticias de la quiebra de la Banca Law en Francia, pronto comenzó a sospecharse que la Compañía, que desde 1718 apenas podía dedicarse al comercio con el Caribe, no disponía de herramientas para hacer efectivo el nominal de las acciones. Esto produjo una avalancha de inversores que, desde agosto de 1720, solicitaron recuperar sus depósitos en la Compañía, produciendo la bancarrota de la misma, sin liquidez para atender los requerimientos, y el desplome de sus acciones en bolsa, que para diciembre de 1720 volvían a valer 100 libras por acción.
El estallido de la burbuja arruinó a un gran número de inversores, y se creó una comisión parlamentaria para investigar el escándalo. A raíz de la misma, se descubrió una intrincada maraña de corruptelas en las que estaban implicados buena parte de los miembros del gabinete, entre ellos los propios Stanhope y Sunderland. La muerte del segundo en 1721 y la forzada dimisión del primero dejaron a Walpole como la principal figura del gabinete, de manera que en abril de 1721 fue nombrado primer Lord del Tesoro, canciller del Exchequer y líder de la Cámara de los Comunes. A partir de este momento y hasta 1742, Walpole actuaría como primer ministro de facto de Gran Bretaña. Cabe señalar, no obstante, que dicho cargo, el de primer ministro, no existía de manera oficial en Gran Bretaña; de hecho, el título oficial del primer ministro británico siempre ha sido el de primer Lord del Tesoro, en virtud de la tradición iniciada por Robert Walpole, que ocupó ese cargo durante todo su mandato, y por lo que es reconocido como el primer ministro británico.
La acción política de Walpole encaró desde el primer momento la crisis económica, rescatando a la Compañía de los Mares de Sur mediante la inyección de dinero público y su posterior desmembramiento en dos compañías de gestión de deuda, el banco de Inglaterra y la Compañía Británica de las Indias Orientales (HEICS), y tratando de paliar la crisis de liquidez del sistema económico británico, que se había resentido debido a la quiebra de la Banca Law de Francia. Tras su éxito en esa acción, Walpole consiguió ganarse el apoyo de buena parte del partido Whig. Paralelamente, desarrolló una política de alianzas con las potencias protestantes. El descubrimiento de una conspiración jacobita en 1721 ayudó a reforzar su posición, al tiempo que la propia ascendencia de Walpole sobre el Rey lograba que este se fuera desentendiendo cada vez más de las labores de gobierno, debilitando así el papel del monarca, que delegaría toda la labor de gobierno en Walpole.
En marzo de 1726 se produjo la muerte en extrañas circunstancias de su hermana Dorothy. En 1727,  con la muerte de Jorge I, la posición de Walpole en el gobierno pareció tambalearse, al subir al trono su antiguo enemigo Jorge II. Sin embargo, aconsejado por la reina Carolina, amiga de Walpole, Jorge II decidió mantener al mismo en el cargo. Desde 1727, la política exterior de Walpole fue orientándose cada vez más hacia un entendimiento con Austria, potencia católica que refrenaba las ansias expansionistas de Prusia. En 1731, para rubricar el acercamiento, Walpole envió a Lord Chesterfield, pariente de su antiguo rival Stanhope, a Viena con la intención de negociar una alianza con Austria. Esto provocó un enfrentamiento con Lord Townsend, quien no veía con buenos ojos una alianza con una potencia católica. Sin embargo, el éxito de Chesterfield, que se tradujo en la firma del tratado de Viena en 1731, desplazó políticamente a Townsend, dejando a Walpole totalmente a cargo de la facción Whig del gobierno.
La influencia de Walpole no dejó de crecer. Se hizo con una sólida mayoría de seguidores en el Parlamento, y durante la década de los treinta ejerció un férreo control sobre la vida política inglesa. Ello, junto con su escandalosa vida privada, le valió ser objeto de viscerales críticas, que se plasmaron en los escritos y obras de teatro satíricas de literatos como John Gay, Jonathan Swift, Alexander Pope, Samuel Johnson y Henry Feilding. Las obras teatrales de este último, en las que los ataques contra Walpole no dejaban de crecer, hicieron que este promoviera en el parlamento una de sus leyes más célebres, la Theatrical Licensing Act de 1737, que establecía una censura previa de las obras a ser representadas en teatros. Esto acabó de facto con las críticas abiertas contra Walpole, pero no sólo no las refrenó, sino que las avivó. Pronto Walpole pasaría a ser visto como un dictador y un tirano.

### Caída
En 1737, con la muerte de la reina Carolina de Gran Bretaña, la posición de Walpole comenzó a debilitarse. Desgastado por el ejercicio del poder y la impopularidad de algunas de sus políticas, una creciente oposición Whig, encabezada por George Grenville y William Pitt "el Viejo" comenzó a encontrarse en la camarilla del Federico príncipe de Gales, y Walpole comenzó a ser atacado en el Parlamento.
Como manera de relanzar su liderazgo, Walpole inició, al parecer a regañadientes, la llamada guerra del Asiento contra España. Ocurría que, en virtud de los acuerdos surgidos de la paz de Utrecht, Inglaterra había adquirido derechos de comercio en las colonias españolas de América. Dichos derechos, considerados abusivos y no vinculantes (los había negociado Francia) habían sido revocados por Felipe V en 1718, iniciándose entre ambos países una serie de disputas comerciales que culminaron cuando Robert Jenkins, un contrabandista y corsario inglés, declaró ante el Parlamento que un inspector de aduanas español le había cortado la oreja durante una inspección. El Parlamento declaró la guerra, y se urdió una de las expediciones militares más desastrosas de la historia: el sitio de Cartagena de Indias en 1741. En 1741, fletando una armada de 195 navíos, Inglaterra envió un contingente armado de unos 30 000 hombres a tomar Cartagena de Indias. Aunque la ciudad estaba protegida por poco más de 3000 hombres (capitaneados por Blas de Lezo) y 6 navíos, los ingleses, pésimamente dirigidos por el almirante Edward Vernon, fueron humillantemente derrotados, sufriendo unas 18 000 bajas. Si bien España fracasó en su intento de invadir la colonia inglesa de Georgia, Walpole, que había vendido la expedición como algo seguro, no pudo mantenerse en el poder: tras encubrir la derrota prohibiendo toda publicación de la misma, el asunto salió aun así a la luz, y en 1742 perdió las elecciones parlamentarias, a raíz de la cual se presentó una moción de censura en su contra en el Parlamento (en aquel entonces, el gobierno lo nombraba el Rey, no el Parlamento). Walpole tuvo que dimitir, aunque fue recompensado por el Rey, que lo nombró conde de Orford y miembro de la Cámara de los Lores.
La marcha de Walpole supuso el fin de la alianza estratégica con Austria, algo que coincidió con la muerte del emperador Carlos VII sin descendencia masculina, lo que fue aprovechado por Prusia para invadir la Silesia con el apoyo de Baviera, lo que espoleó el inicio de la llamada guerra de Sucesión Austríaca. El nuevo gabinete inglés, encabezado por Lord Wilmington, no supo reaccionar ante los nuevos acontecimientos y cayó en 1743; los partidarios de Walpole creyeron que este resurgiría como líder del gobierno. Sin embargo, falto de apoyos serios en el seno de los Whigs, y ante la creciente influencia del partido Tory, Walpole hubo de resignarse y se retiró definitivamente de la vida pública. Aunque siguió ejerciendo cierta influencia política, no volvió a aparecer por el parlamento, falleciendo en Londres, a la edad de 69 años, en 1745.

### Colección de arte
Walpole amasó una formidable colección de pintura , con la que decoró sus varias residencias y principalmente Houghton Hall. Incluía ejemplos de Rubens, Van Dyck, Nicolas Poussin y Rembrandt. Tras su fallecimiento, en 1751 se subastó un pequeño grupo de obras, y ante el temor de que las más importantes saliesen del país, en 1777 surgió una propuesta para que el Parlamento las comprase para exponerlas en un museo público. Tal iniciativa fracasó, y en 1779 el núcleo más valioso de la colección fue adquirido por Catalina la Grande para cimentar el ahora formidable acervo pictórico del Hermitage.

## Familia y vida privada

Escudo de Walpole

El 30 de julio de 1700 se casó con Catherine Shorter (muerta el 20 de agosto de 1737), con quien tuvo dos hijas y cuatro hijos:
- Robert Walpole, II conde de Orford (1701 - 31 de marzo de 1751), que se casó con Margaret Rolle (17 de enero de 1709 - 13 de enero de 1781), pero la XV baronesa Clinton, el 26 de marzo de 1724 y tuvo un hijo único: George Walpole, III conde de Orford y XVI barón Clinton, que murió soltero en 1791.[3]
- Katherine Walpole (13 de mayo de 1703 - 22 de octubre de 1722), que murió soltera en Bath en el Somerset.
- Horace Walpole (1704 - 24 de julio de 1704).
- Mary Walpole, condesa de Cholmondeley (1705 - 2 de enero de 1732), que se casó con el III conde de Cholmondeley el 14 de septiembre de 1723 y tuvo dos hijos; antepasados de David, VII marqués de Cholmondeley.
- El hon. Sir Edward Walpole (1706 - 1784), quien tenía una hija ilegítima, María Walpole, que más tarde se casó en la familia real británica, convirtiéndose en la esposa del príncipe Guillermo, duque de Gloucester y de Edimburgo, hermano del rey Jorge III; antepasados de Diana, princesa de Gales.
- Horace Walpole, IV conde de Orford (1717 - 1797) y destacado novelista.

Después de que muriera Lady Walpole, se casó con su amante, Mary Skerritt, el 3 de marzo de 1738. Previamente, y para escándalo de la alta sociedad, habían vivido abiertamente juntos en el parque Richmond y en Houghton Hall se los había visto juntos desde al menos 1724. Además, era público que ella le había dado una hija ilegítima que ya no era ilegítima después del matrimonio de sus padres y, como la hija de un conde, se convirtió en Lady María Walpole - que se casó primero con el coronel Charles Churchill (1720 - 1812), sobrino-nieto del I duque de Marlborough, y segundo con el I conde Cadogan. La segunda Lady Walpole murió de un aborto involuntario 3 meses después del matrimonio. Para entonces, Lady Walpole ya había sido objeto de la burla y el escarnio público; en 1728 el dramaturgo John Gay retrató a la pareja como Macheath y Polly en la Ópera de los tres centavos.